# Monocordio
El monocordio es un instrumento musical de una sola cuerda de la familia de los instrumentos frotados que acompañaba la monodia al unísono; puede clasificarse dentro del grupo de cordófonos pinzados y frotados. Su nombre proviene de dos palabras griegas, μόνος (mono): único, y χορδή (chordē): cuerda. Es una invención atribuida al filósofo griego Pitágoras para establecer estudios sobre afinaciones e intervalos.

Otras definiciones de este instrumento son:
- Instrumento de música para probar la proporción y variedad de los sonidos.
- Instrumento antiguo con caja armónica, como la guitarra, y una sola cuerda, que se tocaba con una púa y servía de diapasón.[1]

## Historia

Paulus Paulirinus en su Tractatus de musica, menciona:

Monocordum est instrumentum longum in modum canne longum intus concavum habens foramen et desuper unicam cordam nervalem que pertransit novem partículas alfabeto prepulcre divisas cuius corda percussa cum penna aut ligno prius tamen sinistra manu registrata multum artificialiter docet omnem melodiam confingere et est instrumentum [quod] quasi manu ducit in omnia instrumenta intelligenda et artis musice docet perfectam investigacionem cuius primus repertor dicitur fuisse Bohecius. (fol. 162, col. 3).

Aproximadamente:
El monocordio es un instrumento largo en forma de flauta larga interiormente cóncava con aberturas, dividida en nueve partes grabadas con nueve letras del alfabeto, de arriba abajo sobre las divisiones tiene una única cuerda de nervio, cuando se la percute con una pluma o madera y la parte anterior con la mano izquierda según las reglas del arte, permite ejecutar todas las melodías inventadas; es un instrumento ...quod del cual... llevaban casi todos los instrumentos cultos y los utilizados en la enseñanza de la habilidad musical. Boecio (fol. 162, col. 3), fue el primero que describió las investigaciones llevadas a cabo con el instrumento.
En la Edad Media se designaba con este nombre, a varios instrumentos:

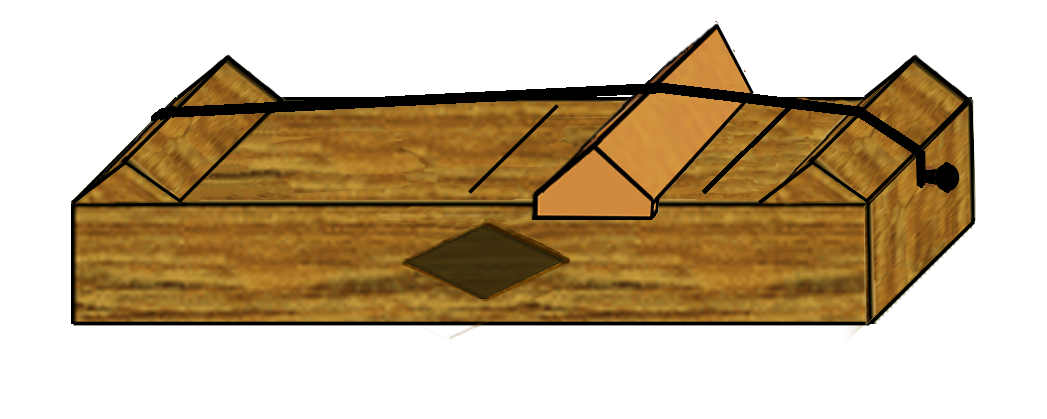
Monocordio básico.-Diapasón-.

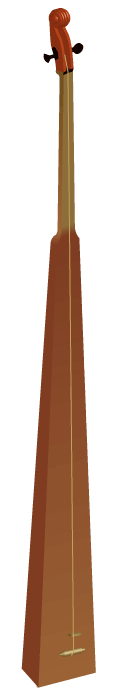
Monocordio de arco.

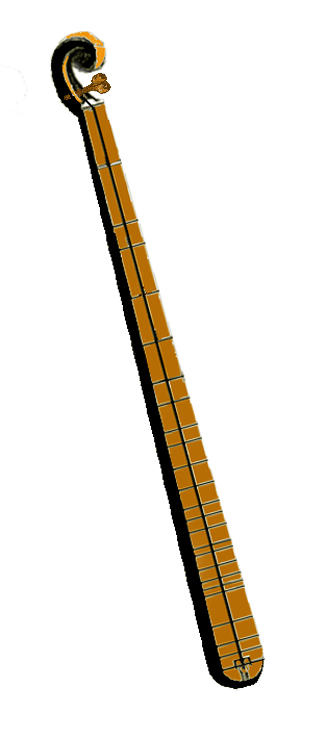
Monocordio.

- El monocordio básico, o monocordio tonométrico, de caja rectangular y una sola cuerda que produce un tono (octava) al tocarlo mediante un plectro o con los dedos.

Era utilizado para la enseñanza teórica y práctica de la música y como herramienta de medida, diapasón, para determinar el afinado de otros instrumentos (órganos, campanas, etc.) comparando los sonidos.
- Un monocordio más largo y grande, también de una sola cuerda, que se tocaba con los dedos o mediante un arco.
- El monocordio de arco, con caja armónica triangular o trapezoidal y una o dos cuerdas, que se tocaba mediante un arco. Conocido más tarde como Trompeta marina (Tromba marina en italiano).

Pitágoras (siglo VI a. C.) hizo famoso el monocordio, instrumento que utilizó para identificar y definir los intervalos musicales y en la enseñanza de la teoría pitagórica de la relación entre los números y la música; entre otras cosas demostró que la frecuencia del sonido es inversamente proporcional a la longitud de la cuerda.
La primera referencia escrita sobre el monocordio se atribuye a Boecio (siglo VI d. C.); según su relato: 

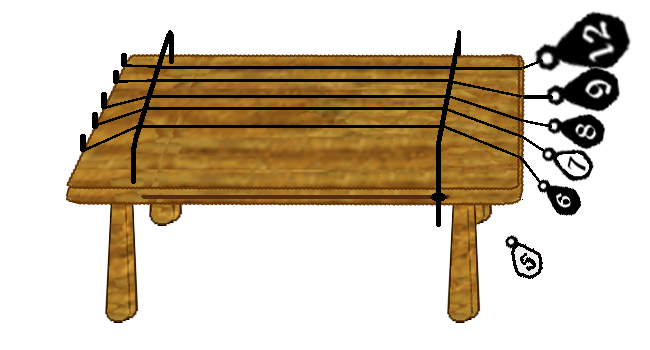
Monocordio-Diapasón de múltiples cuerdas usado por Pitágoras para verificar la relación entre números, pesos y sonidos.

Pitágoras, obsesionado por explicar matemáticamente los intervalos, al pasar por una herrería quedó sorprendido por el sonido rítmico del golpe de los martillos en el yunque. Entró, observó y experimentó utilizando cinco martillos.
Comprobó que uno, que rompía la escala perfecta de sonidos, tenía un peso sin relación numérica con el resto, por lo que lo eliminó.
Con los restantes, obtuvo las siguientes conclusiones:

sus pesos estaban en la proporción 12, 9, 8 y 6;

el mayor (12), de peso doble del más pequeño (6), producía un sonido (una octava) más bajo que el menor.

El peso de los otros dos martillos (9 y 8) correspondía a la media aritmética y armónica respectivamente de los de peso (12 y 6),

por lo que dedujo que darían las otras notas fijas de la escala.

El monocordio fue utilizado por Claudio Ptolomeo (siglo II d. C.), famoso astrónomo y matemático que escribió Los Armónicos, tratado de referencia en musicología. Basaba los intervalos musicales en proporciones matemáticas usando la observación empírica (opuesta a la aproximación puramente teórica de la escuela pitagoriana). Presentó sus propias divisiones del tetracordio y de la octava, que obtuvo con la ayuda de este instrumento.
Posteriormente, Guido D'Arezzo (siglos X-XI), lo utilizó para la enseñanza de la música.
Paulus Paulirinus, en su Tractatus de musica (1) describe: 

Monocordum est instrumentum longum in modum canne longum intus concavum habens foramen et desuper unicam cordam nervalem ...
Jacobo de Lieja (1325 d. C.), describe un cuadricordio, monocordio de cuatro cuerdas, y su longitud: 

tiene una octava (12:6) entre las cuatro notas, dos quintas (12:8, 9:6), dos cuartas (12:9, 8:6), y un tono o segundo mayor entre las notas medias (9:8).
Un manuscrito del siglo XIV, de la Biblioteca Real de Bruselas muestra un grabado que representa a un rey tocando un instrumento de este tipo, el dicordio, más pequeño y con dos cuerdas.

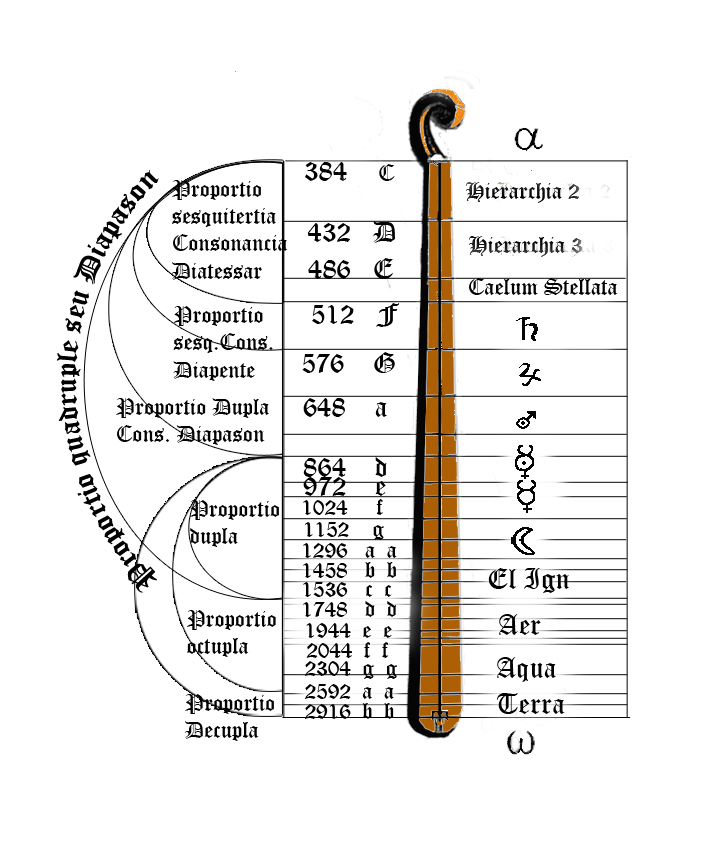
Monocordio, relaciones y proporciones.

En el monocordio, el inicio de la cuerda vibrante se toma en el punto A del triángulo isósceles usado para determinar sus intervalos y el fin en el B, (ver Método geométrico para determinar los intervalos de un instrumento).
La mentalidad religiosa y cristiana de la época medieval, asoció los puntos A y B del triángulo isósceles con la idea de α (principio) y ω (fin), lo que facilitó asumir la teoría de las proporciones a la vez que la relacionaba con uno de los atributos de Dios, Dios es el principio y el fin.
Prin, último y puede ser el único virtuoso de este instrumento, según decía el mismo, obtenía sonidos de trompeta, de flauta y efectos de eco muy admirados. 
Michael Praetorius en su 
Syntagma_Musicum_Theatrorum_Instrumemtorum (1620) , pág. XXXVII n.º 15, muestra un monocordio utilizado en conciertos de teatro de la época , y en XXXIX un monocordio con divisiones . 
En Misurgia Universalis, de Athanasius Kircher, publicado en 1650, Iconilmus VIII folio 487 figura VI, aparece un interesante dibujo de un instrumento de dos cuerdas con el nombre de Monochordon .
En 1768, J.-J. Rousseau no menciona este instrumento.
P. Calo, en Instrumentos del Pórtico de la Gloria vol. 1, pp. 157 y 159 (2002), cita el monocordio como base para los policordios.
Al monocordio de grandes dimensiones tocado con arco, se le considera antecesor de instrumentos como la Trompeta marina, el violón, la rota, la giga y la viola.

## Lutería

### Características
La caja de resonancia de forma piramidal, está formada por 3 planchas de madera de forma triangular muy alargada, con una sola cuerda de tripa.

En instrumentos posteriores se le añade una segunda cuerda afinada a una octava de la anterior.

Grabados posteriores muestran un pequeño puente móvil añadido que mejoraba la transmisión de las vibraciones a la caja de resonancia. 
Según grabados de la época, el instrumento debía medir 18 dm de largo, 12 dm para el cuerpo y 6 dm para el mástil, con su base aproximadamente de 3 dm
La cuerda de 16 dm de longitud, era una 4.ª de bajo de tripa de animal, afinada en ut o en re.
Los grabados muestran que se tocaba con arco, apoyando el instrumento en el pecho. 
Paulus Paulirinus es su Tractatus de musica, describe el monocordio:
Es un instrumento largo en forma de flauta larga interiormente cóncava con aberturas, dividida en nueve partes grabadas con nueve letras del alfabeto, de arriba abajo sobre las divisiones tiene una única cuerda de nervio, cuando se la percute con una pluma o madera y la parte anterior con la mano izquierda según las reglas del arte, permite ejecutar todas las melodías inventadas; es un instrumento ...quod del cual...<!—traducción bastante libre, mejorarla --> llevaban casi todos los instrumentos cultos y los utilizados en la enseñanza de la habilidad musical. Boecio (fol. 162, col. 3), fue el primero que describió las investigaciones llevadas a cabo con el instrumento.

En la Edad Media se designaba con este nombre a varios instrumentos:
- El monocordio básico o diapasón, es una caja de resonancia rectangular sobre la que se aplica una cuerda tensada de tripa o nervio de animal que se apoya en dos soportes fijos y un tercero desplazable, al hacerla vibrar mediante un plectro, con los dedos o frotada con un arco, produce un sonido de frecuencia fija en cada posición del soporte desplazable.

- Un monocordio o Trompeta marina más largo y grande, con morfología triangular o trapezoidal, de aprox. 15 dm de long, 25 cm ancho, 15 cm de fondo, también de una sola cuerda, que se tocaba con los dedos o mediante un arco.

### Elementos
- La [caja de resonancia], que en los instrumentos más elaborados dispone de orificios en forma de C o de F para mejorar la resonancia.
- La escala graduada , con función equivalente a los [traste] de la [guitarra] actual, habitualmente se representa grabada con los intervalos musicales. En la parte superior o en un lateral de la caja de resonancia, se solía grabar los[intervalos musicales intervalos] en notación antigua (letras A, B, C, D, E, F, G ) o las proporciones armónicas descubiertas por los pitagóricos (1/2,1/3,1/4,1/5, etc.).
- Los soportes fijo y 'móvil, que hacen la función de [puente] con diversas ejecuciones prácticas en función del uso del instrumento; desde un simple soporte triangular de madera usado en instrumentos sencillos y para experimentos, hasta un arco metálico o un puente más elaborado y decorado en instrumentos sofisticados para ejecutar música.
- La cuerda tensada de nervio o tripa de animal, es la parte vibrante del instrumento.

### Afinación
Dado que el instrumento solo dispone de una cuerda, el afinado consiste en aplicarle una tensión que produzca la nota deseada de la escala. 
Para el monocordio, se indica en diversas fuentes:
- En un grabado del siglo XVI de autor desconocido, en Proportio cuadrupla a 88 Hz
- En un grabado del siglo XVI atribuido al filósofo inglés LFudd, C = Do = 384 Hz
- Según otros, en escala diatónica natural, C = Do = 256 Hz
- Smits van Waesberghe en 1953 tipificaba 17 procedimientos de división de este instrumento, —P. Calo, Instrumentos del Pórtico de la Gloria vol. 1 (2002), pp. 157 y 159—.

En el Diapasón, una vez fijada la nota base, desplazando el soporte deslizante según los intervalos musicales definidos por Pitágoras, se pueden fijar distintas longitudes de cuerda cada una con diferente nota desde los tonos bajos a los altos.

## Iconografía
- Retablo de la iglesia parroquial de Farfanya (Lérida) España.
- Abadía de la Madeleine, Vezelay (Borgoña) Francia.
- En el Museo del Conservatorio de Música de París, se conservan dos Trompetas Marinas. Una de ellas con cuerdas vibrantes en la parte interior de la caja de resonancia.
- El manuscrito de San Blas muestra un monocordio pequeño con una caja de resonancia en cuyos extremos están fijados dos arcos metálicos, que hacen de puente, y una cuerda. Ver De Cantu et musica, lib. III, cap. III del abad Martin Gerbert.
- El manuscrito Liber pontificalis de la biblioteca de Reims, muestra a Pitágoras y un monocordio, diapasón, con cuatro orificios sonoros y una cuerda.
- Musurgia Universalis de Athanasius Kircher (1650), en Iconifimus VIII, folio 487 Fig. VII, muestra un monocordio de dos cuerdas de distinta longitud.
- En el Museo de Instrumentos Musicales Pedro Pablo Traversari de la Casa de la Cultura Ecuatoriana se encuentra un Monocordio agudo hecho en Alemania en 1888 Quito - Ecuador

## Galería de imágenes
El Monocordio en España.

- En el retablo de la iglesia parroquial de Farfanya (Lérida), se encuentra una representación de este instrumento.

El Monocordio en Europa.

El Monocordio en miniaturas y códices.

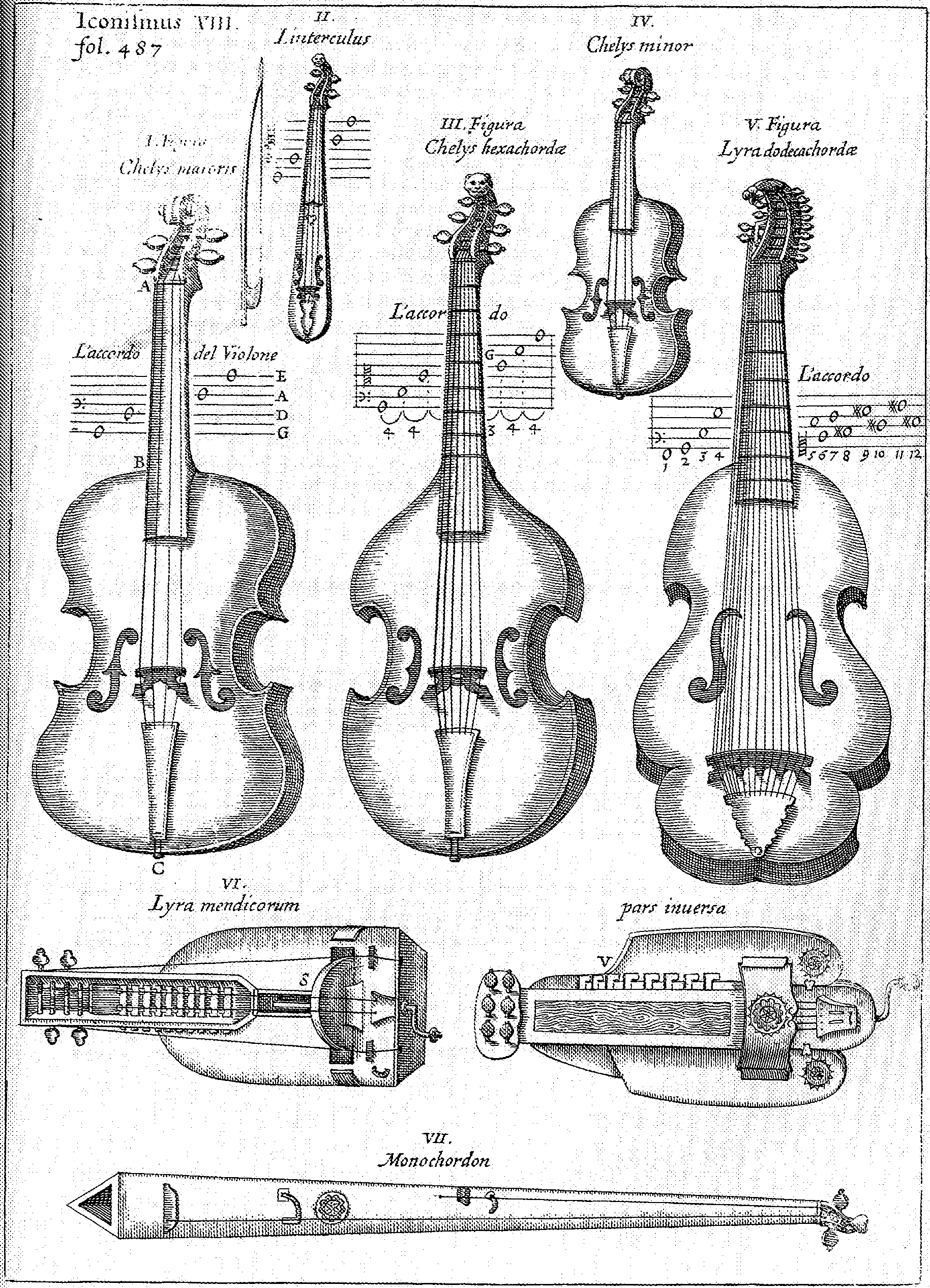
Monochordon, Fig. VII Musurgia Universalis de Athanasius Kircher (1650).
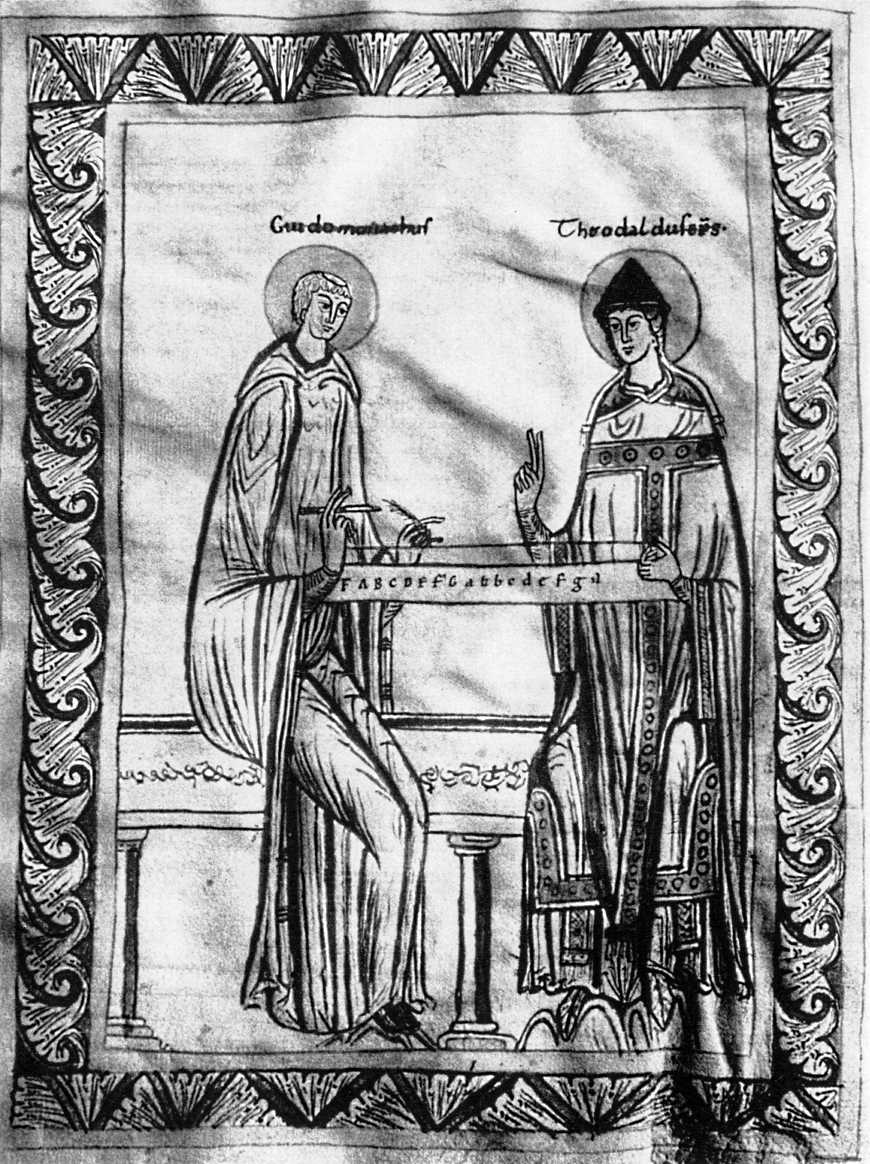
Guido de Arezzo muestra el Monocordio al obispo Teobaldo. Codex Lat. 51 f°35v. Viena, Oesterreichische Nationalbibliothek, Musiksammlung, (sXI).

## Curiosidades
El gran éxito del monocordio se basa en que además de generar sonidos, también: 
- Muestra visualmente las proporciones mediante la escala graduada.

- Sirve para el estudio y enseñanza teórica y práctica de la música. Se atribuye a Pitágoras y a sus discípulos (siglo VI a. C.) la utilización del monocordio para sus investigaciones filosóficas y experimentales.

- Euclides, matemático griego del siglo III basó una gran parte de su geometría euclidiana en la división del monocordio a la que consagró su obra, Sectio canonis, que fue norma aceptada durante siglos.

- Claudio Ptolomeo, apoyándose en la observación empírica, presentó sus propias divisiones del tetracordio y la octava, que obtuvo con ayuda de un monocordio.

- El pensador León-Battista Alberti, basándose en las proporciones musicales del monocordio, escribió un tratado de arquitectura De re aedificatoria (1465).

- La división del monocordio, proporcionó materia de reflexión a expertos en esoterismo y ciencias sobrenaturales; su simplicidad lleva implícitos los misterios de la asociación del espacio y tiempo, de lo visual con lo audible, las esferas del universo, etc.

- Robert Fludd (1574), filósofo inglés, aplicó las divisiones del monocordio para desarrollar una visión cósmica y mantuvo una larga relación con Kepler, astrónomo alemán, que publicó el tratado Monochordum Mundi (1623).

- Durante el Renacimiento, que trataba de restaurar la vuelta a los valores de la antigüedad, las relaciones armónicas y proporciones obtenidas de la división del monocordio eran mucho más que una simple técnica de geometría aplicada, contenían una lógica que se podía verificar y medir, y eran fuente de creación artística.

- Desde la Antigüedad hasta el Renacimiento, encontramos las proporciones armónicas en muchas obras de arte, arquitectura, escultura, pintura, etc. incluida la lutería.

- Modernamente se considera que una longitud de diapasón, longitud de cuerda vibrante entre ceja y puente, igual a 68 cm, ofrece la mayor facilidad de interpretación para la mano derecha.

## Media
|                                        | Sonido de diapasón. |
| ¿Problemas al reproducir este archivo? |                     |
| Sonido de diapasón.                    |                     |
|                                        |                     |

| Sonido de diapasón. |
|                     |